# Palazzo Venezia (Napulj)
Palazzo Venezia je povijesna građevina na adresi Via Benedetto Croce 19 u Napulju, u Italiji, uz ulicu Spaccanapoli.
Nalazi se pored tri druge važne građevine Napulja: palače Filomarino, palače Carafa della Spina i palače Petrucci. To je dokaz intenzivnog političkog odnosa tijekom stoljeća između Republike Venecije i Napuljskog Kraljevstva i zanemarene zgrade koja je skrivena u središtu grada.

## Povijest
Palaču je 1412. godine Mletačkoj Republici na korištenje kao veleposlanstvo dao kralj Ladislav I..
Tijekom 16. stoljeća palača je potpuno propala, a Giuseppe Zono dekretom mletačkog Senata preuzeo ju je 1610. godine s ciljem da je obnovi. Isti je Zono dao postaviti ploču na latinskom jeziku o izvršenoj obnovi. To je bila samo jedna od nekoliko ploča pričvršćenih unutar palače. Jedan od njih podsjeća na restauraciju Pietra Dolcea 1646. godine; drugi je u spomen na potpunu obnovu palače od strane Antonija Marije Vincentija, nakon katastrofalnog potresa 5. lipnja 1688. godine.
Nakon Napoleonovih ratova, sporazumom u Campoformiju, palača postaje vlasništvo Habsburške monarhije, ali je godinu dana kasnije odvjetnik Gaspare Capone kupuje i obnavlja. U 19. stoljeću sagrađena je mala neoklasična vrtna zgrada (casina pompeiana) u dvorištu.

## Zgrada
U Venecijansku palaču se ulazi kroz spušteni luk s obiteljskim grbom Capone na vrhu. S lijeve strane nalazi se otvoreno stubište s tri luka iz 18. stoljeća. Nadstrešnica je od željeza i stakla i vraćena je u ranom 19. stoljeću.
Posebnu važnost ima vrt u kojem se nalazi kapelica Marijina špilja (grotta della Madonnina).

## Vanjske poveznice
|  | Zajednički poslužitelj ima još gradiva o temi Palazzo Venezia (Napulj) |